# Řeteč
Řeteč je malá vesnice, část města Mirovice v okrese Písek v Jihočeském kraji. Nachází se asi 4,5 kilometru severně od Mirovic. Řeteč leží v katastrálním území Ohař o výměře 4,01 km².

## Historie
První písemná zmínka o vesnici pochází z roku 1385. Podle ústní tradice při silnici vlevo nad obcí stávala údajně středověká tvrz. Podle vyobrazení dvora z se ale zdá, že pozůstatky tvrze byly zachyceny v areálu dvora. Ve čtrnáctém století na ní seděli Pintové z Tušovic, kteří byli příbuzní s Pinty z Bukovan. Po smrti Vítka řečeného Němce spadla tvrz se vsí Řeteč a ves Tušovice do majetku královské komory. V březnu 2017 byl v lese nedaleko vsi učiněn významný nález 1341 stříbrných denárů z 11. století, doby panovníků Břetislava I. a Spytihněva II. V Česku se jedná o jeden z největších nálezů mincí tohoto období.

## Obyvatelstvo
| Rok            | 1869 | 1880 | 1890 | 1900 | 1910 | 1921 | 1930 | 1950 | 1961 | 1970 | 1980 | 1991 | 2001 | 2011 | 2021 |
| -------------- | ---- | ---- | ---- | ---- | ---- | ---- | ---- | ---- | ---- | ---- | ---- | ---- | ---- | ---- | ---- |
| Počet obyvatel | 150  | 148  | 135  | 123  | 117  | 127  | 116  | 98   | 91   | 61   | 44   | 36   | 35   | 28   | 32   |
| Počet domů     | 20   | 20   | 20   | 20   | 20   | 20   | 23   | 23   | 23   | 19   | 16   | 13   | 23   | 22   | 22   |

## Obecní správa
Při sčítání lidu v letech 1850–1959 Řeteč byla osadou obce Chraštice v okrese Písek. V letech 1960–1971 byla částí obce Boješice v okrese Písek. Od 26. listopadu 1971 do 31. prosince 1987 byla částí obce Myslín v okrese Písek, kdy se konaly obecní volby. Od 1. ledna 1988 je částí města Mirovice v okrese Písek. Poté se Myslín opět osamostatnil, ale Řeteč již zůstala součástí Mirovic.

## Pamětihodnosti
- Zvonice na návsi
- U komunikace do vesnice se nachází kříž na kamenném podstavci. Na jeho obdélníkovém štítku je tento nápis: Pochválen buď pán Ježiš Kristus.
- Na okraji vesnice se v dutině stromu nalézá socha světce.

## Galerie

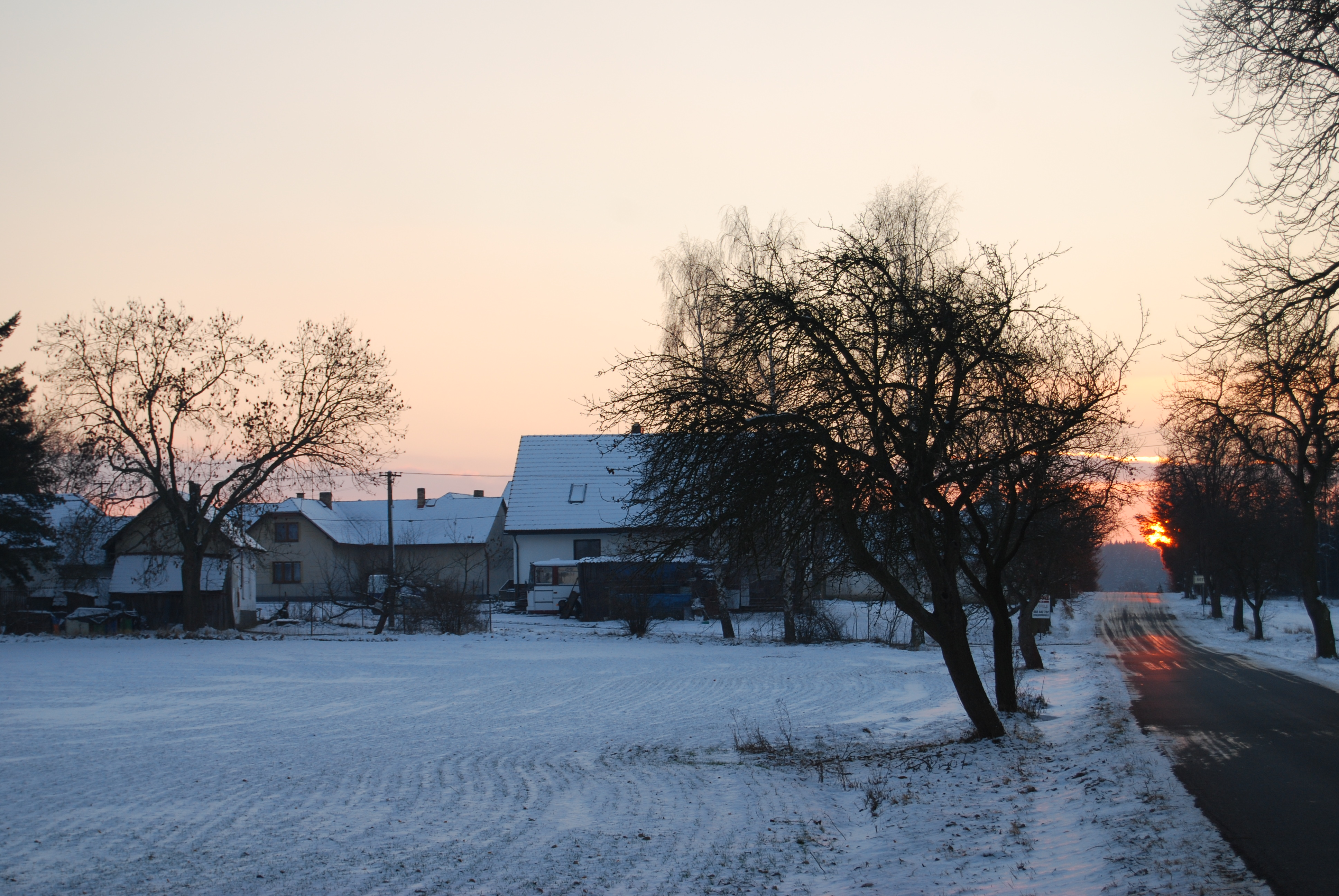
Pohled na část vesnice
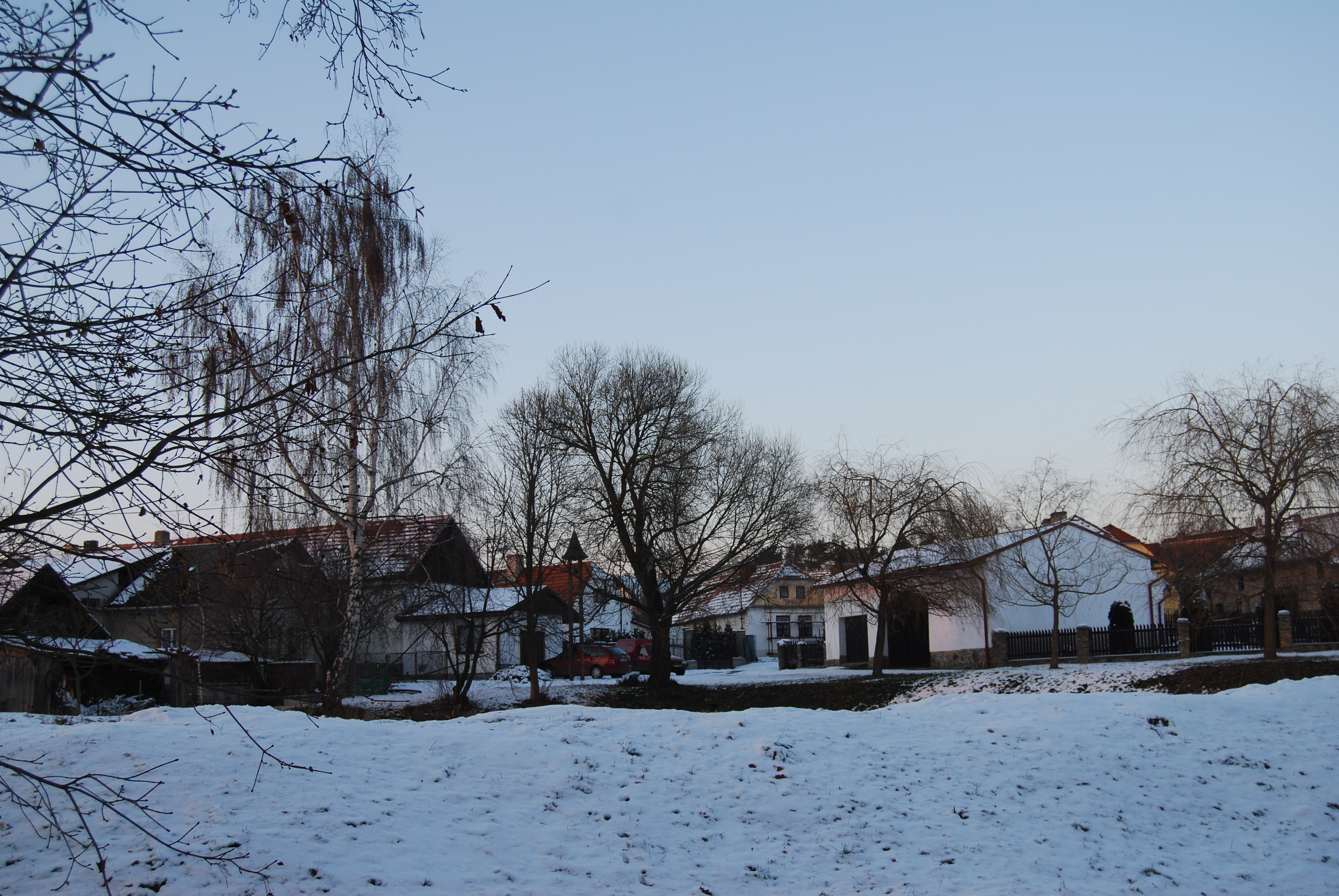
Pohled na náves
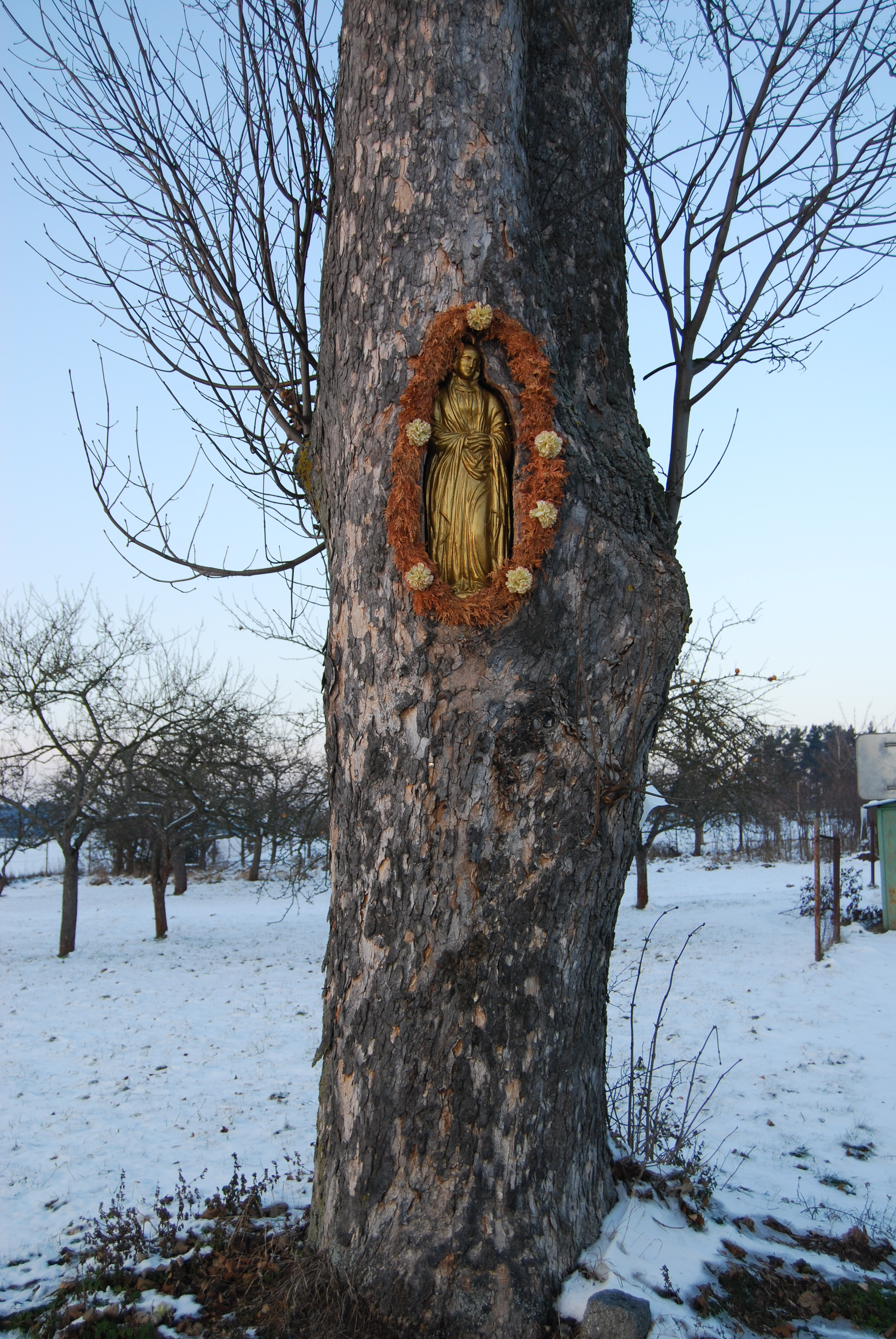
Socha světce na okraji vsi
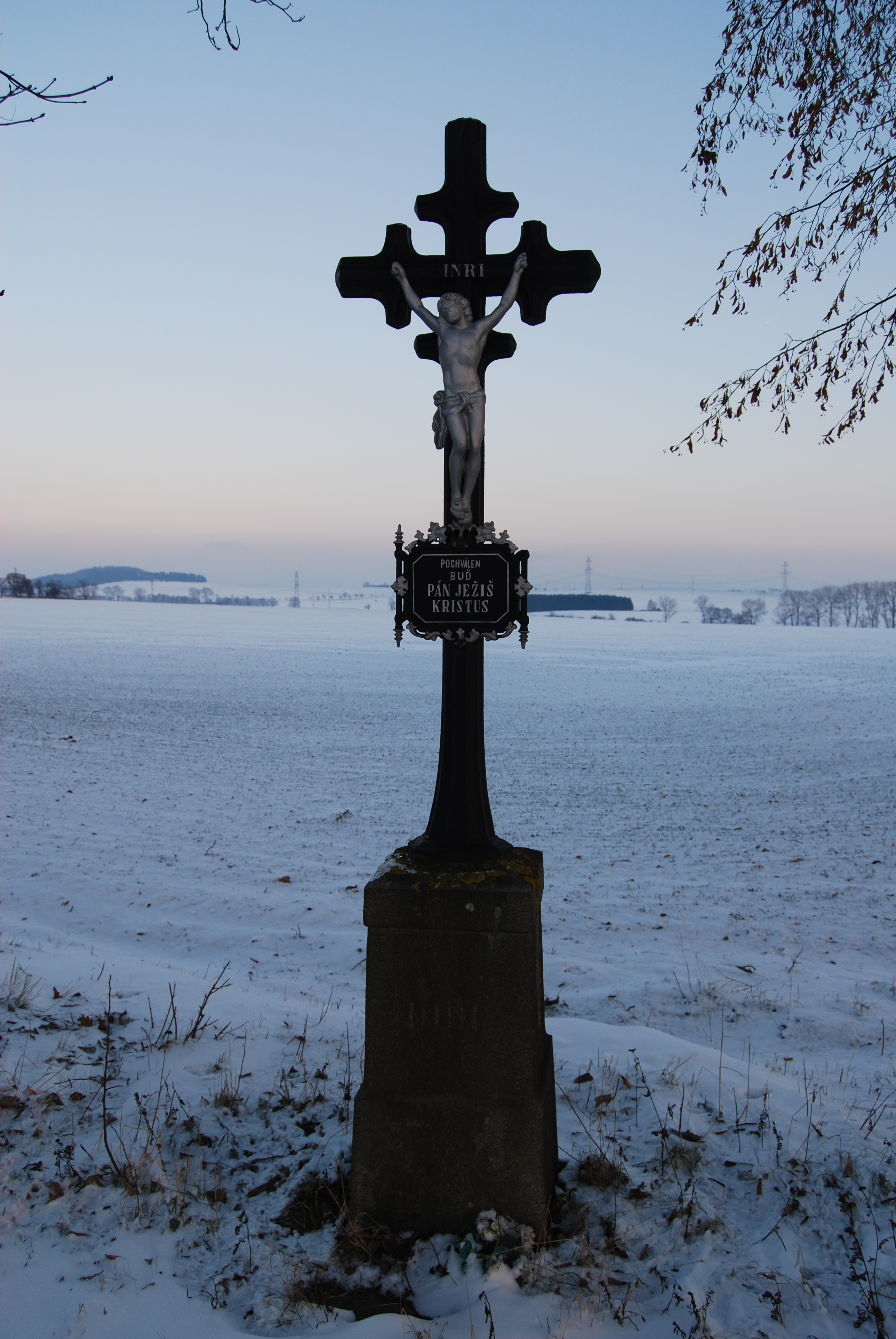
Kříž poblíž vesnice